# 1992 في التلفزيون البريطاني
هذه قائمة بالأحداث المتعلقة التي حدثت بالتلفزيون البريطاني منذ عام 1992.

## الأحداث

### يناير
- 1 يناير -
  - تشمل أبرز الأحداث في يوم رأس السنة الجديدة على قناة BBC1 أول عرض تلفزيوني على الشبكة لفيلم مايكل جاكسون Moonwalker .[1]
  - على BBC2 ، تشمل أبرز الأحداث في يوم رأس السنة الجديدة العروض التلفزيونية الأولى لشبكة Radio Days وأستراليا .[2]
- 2 يناير - BBC1 يعرض العرض الأول لشبكة التلفزيون The Accused ، وهو فيلم رسومي ومثير للقلق من بطولة Jodie Foster ، استنادًا إلى قضية شيريل أروجو عام 1983.[3]
- 4 يناير - قناة BBC2 تبث فريدي ميركوري: برنامج خاص قدمه إلتون جون ويحتفل بحياة وعمل فريدي ميركوري، الذي توفي عام 1991.[4]
- 7 يناير -
  - الظهور الأول للدم البارد - مذبحة تيمور الشرقية ، نسخة من الفيلم الوثائقي يوم الثلاثاء الأول بشأن مذبحة سانتا كروز.[5]
  - سلسلة الدمى المتحركة للأطفال من إنتاج جوشوا جونز والتي أنتجتها شركة Bumper Films الشركة التي تقف وراء شاشات Fireman Sam على BBC1 .[6]
- 13 يناير - تم إطلاق القناة البرلمانية، التي تديرها United Artists Cable وبتمويل من اتحاد مشغلي الكابلات البريطانية.[7][8] تم الاستيلاء عليها لاحقًا من قبل بي بي سي وأعيد إطلاقها كبرلمان بي بي سي.
- 14 يناير - عودة مسلسل الرسوم المتحركة The Dreamstone للأطفال في سلسلة جديدة وموسم ثان على قناة ITV.
- 21 يناير - أطلقت BBC Select بين عشية وضحاها على BBC1 و BBC2 كخدمة اشتراك تعرض برامج متخصصة للمهنيين بما في ذلك رجال الأعمال والمحامين والمعلمين والممرضات. تنتهي الخدمة في عام 1994.
- 31 كانون الثاني (يناير) - إطلاق قناة Adult Channel ، وهي خدمة اشتراك يتم تسليمها عبر الأقمار الصناعية تضم نسخًا كبلية لأفلام البالغين وتبث أربع ساعات يوميًا بدءًا من منتصف الليل وحتى الساعة 4:00 صباحًا.

### فبراير
- 8 فبراير - أطلقت القناة الرابعة TV Heaven ، وهي سلسلة من 13 ليلة يوم سبت تحت عنوان أفضل تلفزيون بريطاني أرشيفي. يستضيف فرانك موير البرنامج مع تركيز كل إصدار (مع استثناء واحد) على سنة معينة. تلقي حلقة الأسبوع الأول نظرة على عام 1967، وتضم حلقات كلاسيكية من Coronation Street و At Last the 1948 Show و Armchair Theatre و The Frost Program .
- 8-22 فبراير - بي بي سي تقدم تغطية حية ومسجلة للألعاب الأولمبية الشتوية لعام 1992 .
- 15 فبراير - بثت قناة آي تي في العرض الأول لشبكة التلفزيون لفيلم ليونارد نيموي الكوميدي عام 1987 ثلاثة رجال وطفل بطولة توم سيليك وستيف جوتنبرج وتيد دانسون.
- 25 فبراير - تم إحياء المسلسل التلفزيوني للأطفال Thomas the Tank Engine and Friends على قناة ITV مع تولي مايكل أنجيليس دور راوي القصص، ليحل محل Ringo Starr بعد سلسلتين.
- 27 فبراير - قناة BBC1 تبث "Cascade"، الحلقة السادسة من سلسلة ضحايا .[9] الحلقة، التي تضمنت تحطم طائرة وكان من المقرر أصلاً بثها في 20 ديسمبر 1991، تم تأجيلها لأن موعد البث سقط عشية الذكرى الثالثة لكارثة لوكربي الجوية.
- فبراير - تغلق TV-am خدمتها الإخبارية الداخلية وتتعاقد مع نشرات الأخبار على Sky News .

### مارس
- 2 مارس - تم تغيير اسم The News at 5.40 إلى ITN Early Evening News .
- 4 مارس - بدأت قناة Sky One بث فرص «صابون الكبار» الأسترالية يومي الأربعاء والخميس في الساعة 9:00 مساءً. ومع ذلك، بعد أن ثبت أنه لا يحظى بشعبية لدى المشاهدين، ينخفض إلى حلقة واحدة أسبوعيًا ويعرض أيام الخميس في تمام الساعة 10:00 مساءً، قبل أن ينتهي في أوائل عام 1993. يتكرر المسلسل في وقت متأخر من الليل في عام 1995، ولكن في كلتا مناسبتي إرساله، لم يتم عرض الحلقات التسع عشرة الأخيرة.
- 6 مارس - اجواء ITV «ليتنا لم»، وحلقة جديدة النهائية من قوس قزح إلى أن يتم إنتاجها من قبل التلفزيون التايمز. ويستمر بث البرنامج حتى 31 ديسمبر لكن مع تكرار الحلقات السابقة.
- 9 مارس - تم إطلاق قناة التعلم، المستندة إلى الشبكة الأمريكية التي تحمل الاسم نفسه، عبر الكابل.
- 26 مارس - أعلن الفنان التليفزيوني روي كاسل (59 عامًا)، الذي يقدم حاليًا كسارات قياسية ، أنه يعاني من سرطان الرئة.
- 27 مارس - خلال حملة الانتخابات العامة لعام 1992، اشتهرت النائبة عن حزب المحافظين إدوينا كوري بصب كوب من عصير البرتقال على بيتر سناب من حزب العمال بعد فترة وجيزة من بث نسخة من مناظرة ميدلاندز التي تُظهر أن عطلة نهاية الأسبوع المركزية قد انتهت.[10] وفي حديثه عن الحادث لاحقًا، قالت كوري «لقد نظرت للتو إلى عصير البرتقال الخاص بي، ونظرت إلى هذا الرجل الذي ينبعث منه هذا التدفق من الإساءة، وفكرت» أنا أعرف كيف أسكتك ". ".
- 28 مارس - فازت أماندا نورمانسيل بالمجموعة الثالثة من نجوم في عيونهم ، تؤدي دور باتسي كلاين.

### أبريل
- 5 أبريل - ظهر المسلسل الأسترالي E Street في التلفزيون البريطاني لأول مرة على Sky One مع طيار لمدة ساعتين، قبل التقاط المسلسل في الحلقة 43 في اليوم التالي (كانت الحلقات الافتتاحية قد حققت تقييمات سيئة في أستراليا). نظرًا للطبيعة العنيفة لبعض أحداث المسلسل وبثه قبل الساعة 9:00 مساءً، يتم تحرير بعض الحلقات بشكل كبير لنقلها في المملكة المتحدة.
- 6 أبريل - قبل الانتخابات، تقدم سو لاولي إصدارًا من Granada 500 حيث يُمنح جمهور الاستوديو الفرصة لاستجواب قادة الحزب الرئيسيين الثلاثة؛ جون ميجور (محافظ) ونيل كينوك (حزب العمل) وبادي أشداون (ديمقراطيون ليبراليون).
- 9-10 أبريل - تم بث تغطية نتائج الانتخابات العامة لعام 1992 على BBC1 وITV ولأول مرة على Sky News .
- 10 أبريل - بثت قناة ITV الحلقة الأولى من Heartbeat ، وهي دراما بوليسية طويلة الأمد تدور أحداثها في شمال يوركشاير خلال الستينيات.
- 14 أبريل - أصدرت لجنة التلفزيون المستقلة (ITC) دعوة للتقدم بطلب للحصول على ترخيص لتشغيل قناة تلفزيونية خامسة في المملكة المتحدة.[11]
- 20 أبريل - أقيمت حفلة فريدي ميركوري تكريما للتوعية بمرض الإيدز ، وهي حفلة موسيقية في الهواء الطلق تكريما للراحل فريدي ميركوري في ملعب ويمبلي بلندن. يتم بث الحفل على BBC2 في المملكة المتحدة ويتلفز في جميع أنحاء العالم.[12][13]
- 25 أبريل - إطلاق قناة الفيديو الموسيقية التفاعلية The Box في المملكة المتحدة. ويتم ذلك في البداية من قبل أربع شركات UA ، Telewest في لندن وبريستول، Nynex في جنوب إنكلترا، وVideotron، والتي تقوم أيضا في لندن وعلى مدى السنوات القليلة المقبلة، يتم إرجاع صندوق على أساس إقليمي في كل من نظام الكابلات في المملكة المتحدة

### مايو
- 2 مايو - تقترب قناة TV Heaven من نهايتها بعد ثلاثة عشر أسبوعًا، مع مجموعة مختارة من البرامج من عام 1968: حلقة من الرجاء سيدي! ، "The Cats Eyes Man"، إصدار من The World of Whicker ، نسخة من Do Not Adjust Your Set ، و " The Girl Who Was Death "، حلقة من The Prisoner .
- 8 مايو - عضو البرلمان الليبرالي الديمقراطي، والزعيم اللاحق تشارلز كينيدي ، يظهر لأول مرة كمتحدث في مسابقة أخبار بي بي سي الساخرة Have I Got I Got News for You .
- 9 مايو - فازت ليندا مارتن الأيرلندية بمسابقة الأغنية الأوروبية لعام 1992 بأغنية Why Me؟ .
- 14 مايو - الظهور الأخير على الشاشة لـ Willy ، أحد كلبي EastEnders الذين ظهروا في العرض منذ الحلقة الأولى (الآخر هو Roly). بعد أن قُتل في المسلسل، مات الكلب الذي لعب ويلي في 30 مايو، بعد أسبوعين من عرض مشاهده الأخيرة.
- 18 مايو - أُعلن أن سكاي سبورتس ستوفر تغطية حية لدوري كرة القدم الممتاز الجديد. ستعرض مباراتين مباشرتين في الأسبوع، بعد ظهر الأحد ومساء الاثنين. تقدم Sky outbid ITV Sport مقابل الحقوق. تم منح عقد النقاط البارزة إلى بي بي سي، مما يعني عودة مباراة اليوم على أساس أسبوعي.
- 24 مايو - تعرض قناة BBC1 الفيلم الوثائقي Everyman "E is for Ecstasy"، وهو فيلم يستكشف استخدام عقار الإكستاسي في ثقافة الهذيان.[14]
- 25 مايو - BBC1 يعرض العرض الأول لفيلم Psycho III على شبكة التلفزيون البريطانية.[15]

### يونيو
- 9-10 يونيو - الحلقات 1450–1454 من الصابون الأسترالي يخضع الجيران لرقابة شديدة من قبل هيئة الإذاعة البريطانية لأنها تحتوي على قصة سفاح القربى بين شخصيات غلين دونيلي (التي يلعبها ريتشارد هوجيت) ولوسي روبنسون (ميليسا بيل)، اللذان لم يدركا أنهما أشقاء غير أشقاء عندما بدأوا علاقة. تم اقتطاع المشاهد التي تتضمن القصة من الحلقة 1450، التي تم بثها في 9 يونيو، بينما تم تحرير الحلقات 1451-1454 معًا في حلقة واحدة، يتم نقلها في اليوم التالي.[16][17] وعرضت المشاهد دون تقطيع في تكرار بثتها قناة أخرى بعد بضع سنوات.[18]
- 10-26 يونيو - تعرض كل من BBC و ITV تغطية حية لـ Euro 92 .
- 14 يونيو - إصدار من The South Bank Show ، The Making of Sgt. Pepper ، يحتفل بالذكرى السنوية الخامسة والعشرين لإصدار ألبوم The Beatles Sgt. فرقة نادي Pepper's Lonely Hearts .[19]
- 21 يونيو - بثت قناة ITV أول نسخة من أربعة إصدارات من Frankie's On ... ، وهي سلسلة من عروض الستاند أب سجلها الراحل فرانكي هوورد قبل وفاته بفترة وجيزة في أبريل. تم التخطيط لست حلقات، ولكن تم تسجيل أربع حلقات فقط قبل وفاته. الحلقات هي فرانكي على متن الطائرة! فرانكي على الفحم! فرانكي يحترق! وفرانكي تحت الطلب!
- 25 يونيو - بدأ اقتباس بريطاني للمسلسل التلفزيوني الأمريكي الوثائقي الوثائقي Rescue 911 المعروف باسم 999 على BBC1 بثه لمدة 11 عامًا حتى عام 2003.
- 26 يونيو - يتم عرض الإصدار الأخير لوقت الغداء من Business Daily على القناة 4 . تستمر إصدارات الإفطار، التي تعد جزءًا من القناة الرابعة اليومية ، لمدة ثلاثة أشهر أخرى.
- 29 يونيو - عرضت سوزي دنت العرض الأول كمصورة قواميس على العد التنازلي ، وهو دور تشغله حتى يومنا هذا.
- يونيو - دمج تلفزيون Yorkshire و Tyne Tees نتيجة الضغوط المالية الناجمة عن المبلغ المدفوع للاحتفاظ بامتيازات ITV الخاصة بهم [20] يبدأ الاندماج عملية ستشهد توحيد ITV خلال العقد المقبل.

### يوليو
- 3 يوليو -
  - سحب Columbia TriStar وCanwest ، وهما من الداعمين لاتحاد Channel 5 Holdings Ltd الأربعة القوي، دعمهما للمشروع، تاركين Thames Television ورجل الأعمال الكندي Moses Znaimer للمضي قدمًا في المشروع. نظرًا لأن Channel 5 Holdings هي المزايدين الحاليين الوحيدين على ترخيص القناة الخامسة، فهناك مخاوف بشأن مستقبل العملية قبل الموعد النهائي، لكن Channel 5 Holdings تقول إنها تنوي تقديم عرضها كما هو مخطط لها.[21]
  - بعد أكثر من سبع سنوات على الهواء، يتم بث برنامج الدردشة Wogan الذي يقدمه تيري ووغان ثلاث مرات في الأسبوع للمرة الأخيرة.[22][23]
- 6 يوليو - أطلقت BBC1 مسلسل Eldorado المشؤوم، وهو مسلسل تلفزيوني عن مجموعة من الرعاة السابقين الذين يعيشون في إسبانيا.[24] تم استبعاد المسلسل في العام التالي.
- 7 يوليو - تاريخ الموعد النهائي الأولي للتطبيقات لتشغيل خدمة القناة 5. تطبيق واحد لتشغيل القناة مقدم من Channel 5 Holdings Ltd.[11]
- 18-19 يوليو - ITV ينفذ جهوده الثالثة والأخيرة لجمع التبرعات على الصعيد الوطني من Telethon . يستقطب العرض الذي يستمر 28 ساعة انتقادات من نشطاء ذوي الإعاقة، الذين يحتجون خارج مقر London Weekend Television ، حيث يشعرون أن الأفلام الخيرية التي تقدمها ITV للبرنامج تستخدم صورًا نمطية «مثيرة للشفقة» لا تساعدهم على تحقيق المساواة.[25]
- 19 يوليو - فازت فانيسا بينز بسلسلة عام 1992 من برنامج MasterChef .
- 25 يوليو - 9 أغسطس - أصبحت البي بي سي المذيع الحصري للألعاب الأولمبية الصيفية في المملكة المتحدة عندما تعرض تغطية حية لدورة الألعاب الأولمبية الصيفية لعام 1992 . يتم توفير حوالي 15 ساعة يوميًا من التغطية الحية بشكل أساسي على الرغم من توقف تغطية الألعاب لتغطية الرياضات الأخرى، معظمها الكريكيت وسباق الخيل، بدلاً من عرض الرياضة غير الأولمبية على قناة بي بي سي الأخرى.
- يوليو - بيع القمر الصناعي ماركوبولو 2 من بي إس بي السابق لشركة تلينور النرويجية وأعيد تسميته إلى ثور 1.

### أغسطس
- 4 أغسطس - قناة ITV تبث Katie و Eilish ، وهي نسخة من الفيلم الوثائقي يوم الثلاثاء الأول عن التوائم السيامية في أيرلندا. الفيلم الذي رواه جولي كريستي حائز على جائزة بيبودي عام 1993.[26]
- 6 أغسطس - اللورد هوب، رئيس اللورد لمحكمة الجلسة، أكبر قضاة اسكتلندا، يسمح ببث الطعون في القضايا الجنائية والمدنية على حد سواء، وهي المرة الأولى التي يُسمح فيها بدخول الكاميرات إلى المحاكم في المملكة المتحدة.[27]
- 15 أغسطس -
  - تعود لعبة Match of the Day إلى شاشات BBC على أساس أسبوعي بعد شراء BBC لأبرز الدوري الإنجليزي الممتاز حديثًا.
  - تطلق قناة Sky Sports Sports Saturday للمشاركة في إطلاق الدوري الإنجليزي الممتاز الجديد. يتبع نفس تنسيق برنامج Grandstand في BBC الذي يتميز بمزيج من الأحداث الرياضية، وينتهي بنتائج كرة القدم لهذا اليوم.
- 16 أغسطس - تعرض قناة Sky Sports أول مباراة مباشرة لها في الدوري الإنجليزي الممتاز. تطلق القناة برنامج كرة قدم طويل بعد الظهر يسمى Super Sunday والذي يسمح بساعتين من التحضير قبل المباراة وساعة واحدة من التحليل بعد المباراة.
- 17 أغسطس - تظهر كرة القدم في ليلة الاثنين لأول مرة على قناة Sky Sports. هذه هي المرة الأولى التي يتم فيها عرض كرة القدم المحلية في المملكة المتحدة مساء الاثنين.
- 18 أغسطس - إيما بونتون، التي ستحقق شهرة لاحقًا كعضو في Spice Girls ، تظهر لأول مرة في التمثيل التلفزيوني في حلقة من EastEnders ، تلعب دور السارق.
- 20 أغسطس - بث التلفزيون المركزي الحلقة الأخيرة من المسلسل الأسترالي The Young Doctors ، مما يجعلها أول منطقة ITV تكمل المسلسل.
- 21 أغسطس - تم بث الإصدار الأخير من برنامج مجلة Six O'Clock Live الذي يبث مساء الجمعة على تلفزيون London Weekend . ينتهي البرنامج لإفساح المجال للتغييرات في خدمة الأخبار الإقليمية بلندن لـ ITV والتي ستأتي اعتبارًا من يناير 1993.
- 30 أغسطس - BBC1 تبث العرض الأول لشبكة تلفزيون Dad ، الدراما الكوميدية لجاري ديفيد غولدبرغ عام 1989 من بطولة جاك ليمون وتيد دانسن، وتستند إلى رواية تحمل نفس الاسم من تأليف ويليام وارتون.[28]
- 31 أغسطس - BBC2 يقضي المساء في تلفزيون الجحيم.[29]

### سبتمبر
- 1 سبتمبر -
  - تصبح Sky Sports قناة اشتراك.
  - توقف Sky Movies عن عرض برامج غير الأفلام. كان قد عرض سابقًا محتوى متميزًا محددًا مثل الملاكمة الحية والحفلات الموسيقية والاتحاد العالمي للمصارعة نظرًا لكونه قناة Sky الوحيدة المشفرة وكان يُعرف باسم Sky Movies Plus حتى 1 سبتمبر 1993 قبل إطلاق حزمة القنوات المتعددة.
- 4 سبتمبر - أطلق تلفزيون London Weekend شعارًا جديدًا يطلق عليه أحيانًا شعار الكتل الطائرة.[30]
- 6 سبتمبر - القناة الرابعة تطلق تغطيتها الحية لدوري الدرجة الأولى الإيطالي لكرة القدم. المباراة الأولى التي ستُعرض هي سامبدوريا ضد لاتسيو. تستمر القناة في عرض كرة القدم الإيطالية على مدى السنوات العشر القادمة.
- 12 سبتمبر -
  - يعود المصاب إلى بي بي سي 1 في المسلسل السابع، [31] وينتقل من عرضه مساء الجمعة السابق إلى أمسيات السبت.
  - تبث القناة الرابعة الإصدار الأول من مجلتها Gazzetta Football Italia ، الذي قدمه جيمس ريتشاردسون.
- 14 سبتمبر - العرض التلفزيوني البريطاني الأول لمسلسل رسوم متحركة أمريكي تم إنشاؤه في الأصل لشبكة فوكس للأطفال، بيتر بان والقراصنة على BBC1 .
- 17 سبتمبر -
  - تروي الكوميديّة فيكتوريا وود سلسلة رسوم متحركة جديدة للأطفال على قناة BBC1 وتصدر أصواتها، تُدعى Puppydog Tales . يركز المسلسل على أربعة كلاب بقيادة روزي في الشارع حيث تحاول تعليم صديقتها الشقية راف بعض الدروس جنبًا إلى جنب مع النكات والقصص والأغاني التي تظهر في النهاية.[32]
  - سلسلة الرسوم المتحركة للأطفال بإيقاف الحركة Noddy's Toyland Adventures المستوحاة من الأعمال الأصلية التي كتبها Enid Blyton لأول مرة على BBC1 .[33]
- 19 سبتمبر - ذكرت صحيفة التايمز أن شركة الإعلام الأمريكية International Family Entertainment (IFE) قدمت عرضًا لشراء TVS مقابل 38.2 مليون جنيه إسترليني.[34]
- 23 سبتمبر - بدأت القناة الرابعة إعادة عرض سلسلة الخيال العلمي في الستينيات من القرن الماضي The Prisoner من بطولة باتريك ماكجوهان حيث يحتفل المسلسل بعيده الخامس والعشرين.
- 25 سبتمبر - قناة 4 اجواء المباراة النهائية القناة الرابعة يوميا . تم استبعاد برنامج الإفطار التلفزيوني القائم على الأخبار بسبب ضعف التقييمات. اعتبارًا من يوم الاثنين 28 سبتمبر، تم استبداله ببرنامج The Big Breakfast ، وهو برنامج يتخذ نغمة أخف ويثبت أنه أكثر شعبية لدى المشاهدين.

### أكتوبر
- 1 أكتوبر - إطلاق قناة Sky Movies Gold ، وهي قناة مخصصة للأفلام الكلاسيكية. يحل محل قناة الكوميديا .
- 3 أكتوبر -
  - تعرضت الممثلة الكوميدية والمقدمة التلفزيونية ليزلي كروثر لإصابات خطيرة في الرأس بعد أن خرجت سيارة رولز رويس عن السيطرة وتحطمت على M5 بالقرب من شلتنهام. يخضع بعد ذلك لعملية جراحية لإزالة جلطة دموية من دماغه.[35][36]
  - العرض التلفزيوني البريطاني الأول لفيلم جيمس بوند The Living Daylights على قناة ITV.[37]
- 5 أكتوبر - ظهرت Sky One لأول مرة في Star Trek: The Next Generation ، وتم تشغيلها في البداية لعرض خمس ليالٍ في الأسبوع من الاثنين إلى الجمعة الساعة 5.00 مساءً، والمسلسل على طول الطريق حتى الحلقة قبل الأخيرة من الموسم السادس (في 16 أغسطس) بعد عام) ولكن قبل ذلك، كانت حقوق التشغيل الأولى في بريطانيا على BBC2 لبث كل حلقة من الحلقة الأولى إلى حلقة خاصة من جزأين، باستثناء هذه الحلقة المحظورة حتى عام 2007.
- 8 أكتوبر - قناة BBC2 تبث النسخة الأولى من Later ... مع Jools Holland . الفنانون والمجموعات التي تظهر في هذه الطبعة هي The Neville Brothers و The Christian و Nu Colors و D'Influence .[38]
- 10 أكتوبر - Gladiators ، وهو تعديل بريطاني لبرنامج المنافسة الأمريكية الذي يحمل نفس الاسم، لأول مرة على ITV .
- 12 أكتوبر - تقدم آن دايموند ونيك أوين برنامجًا نهاريًا جديدًا على قناة BBC1 بعنوان Good Morning with Anne and Nick . منافسًا محتملًا لبرنامج This Morning على قناة ITV ، يجمع البرنامج بين Diamond و Owen ، اللذين قدما معًا في وقت سابق في Good Morning Britain خلال الثمانينيات.[39][40]
- 20 تشرين الأول (أكتوبر) - تبث القناة الرابعة Burning Books on Sex وهو برنامج يستعرض كتاب مادونا Sex الذي نشر في اليوم التالي. في 21 أكتوبر، تبث القناة روس يلتقي مادونا ، حيث يتحدث جوناثان روس مع المغني.
- 29 أكتوبر - قدم مقدمو البرامج التلفزيونية المخضرمون للأطفال آندي كرين وفيوليت برلين برنامجًا واقعيًا جديدًا يتضمن ألعاب الفيديو وتكنولوجيا الكمبيوتر يسمى تأثير سيئ! .
- 31 أكتوبر - تم بث الدراما المثيرة للجدل Ghostwatch على BBC1 ، وهو تحقيق «مباشر» في منزل مسكون في شمال لندن.[41][42]

### نوفمبر
- 1 نوفمبر - إطلاق الذهب البريطاني . إنه مشروع مشترك بين BBC و Thames Television ويعرض برامج من أرشيف كل من المذيعين.
- 2 نوفمبر - القناة الرابعة تحتفل بعشر سنوات على الهواء. في ذلك اليوم، تم استبدال السمة الثمانية عشر المستخدمة في المعرفات.
- 3 نوفمبر - تشير مقالة في مجلة Variety إلى أن عددًا من الشركات الأمريكية مهتمة بالحصول على TVS ، بما في ذلك TCW Capital و International Family Entertainment Inc. (IFE) ولورن مايكلز.[43] بعد ذلك تقدم TCW Capital عرضًا لمنافسة IFE ، [44] لكنها تنسحب بعد بضعة أسابيع بعد مراجعة حسابات TVS.[45]
- 9 تشرين الثاني (نوفمبر) - مُنحت قناة News at Ten أول إعادة إطلاق رئيسية لها، وذلك جزئيًا لمعالجة الانتقادات التي اجتذبت على مدار السنوات القليلة الماضية. في محاولة لاستعادة اللمسة الشخصية المفقودة، استغنى البرنامج عن فريق العرض المزدوج لصالح مذيع الأخبار الوحيد، تريفور ماكدونالد، الذي أصبح لاحقًا أحد أشهر مذيعي الأخبار في المملكة المتحدة. قدم كل من جوليا سومرفيل وجون سوشيت وديرموت مورناغان الأخبار في الساعة العاشرة عندما تغيب ماكدونالد. حملت النشرة هذا التنسيق حتى 5 مارس 1999.
- 12 نوفمبر - تم بث الحلقة الأولى من Absolutely Fabulous ، وهو مسلسل هزلي كتبه وبطولة جينيفر سوندرز، على قناة BBC2 . المسلسل يضم أيضًا جوانا لوملي وجوليا صوالحة وجين هوروكس وجون ويتفيلد.[46]
- 20 نوفمبر - قدم بوب ميلز برنامجًا في وقت متأخر من الليل على قناة ITV في منزله بعنوان In Bed with Medinner ، حيث تخصص في عرض ساخر للحياة وأشياءها اليومية، وفي روايات أيقونات الثقافة الشعبية.
- 26 تشرين الثاني (نوفمبر) - ذكرت صحيفة The Times أن IFE زادت من عرضها لشراء TVS إلى 45.3 مليون جنيه إسترليني.[45]
- 28 تشرين الثاني (نوفمبر) - تعرض قناة BBC1 العرض الأول لفيلم Tremors على شبكة التلفزيون، وهو فيلم الكوميديا الوحوش لعام 1990 للمخرج رون أندروود من بطولة كيفن بيكون وفريد وارد.[47]
- 30 نوفمبر - بمناسبة الاجتماع الثالث والخمسين للمجلس الأوروبي، الذي عقد في إدنبرة في 11-12 ديسمبر، بدأت BBC1 Scotland أسبوعًا من البرامج المخصصة لأوروبا، بما في ذلك الكوميديا والرياضة والأفلام الوثائقية والبرامج السياسية. تتضمن تغطية إسكتلندا أيضًا تقارير لمدة أسبوع حول علاقة بريطانيا بأوروبا.

### ديسمبر
- 3 ديسمبر - تبدأ لعبة Toyland Adventures في Noddy البث في ناميبيا على شبكة NBC .
- 5 كانون الأول (ديسمبر) - تعرض قناة BBC1 العرض الأول لشبكة تلفزيون الشبكة لمسلسل الكوميديا السوداء في عطلة نهاية الأسبوع للمخرج تيد كوتشيف في بيرني .[48]
- 7 ديسمبر - بدأ Thomas the Tank Engine and Friends البث في ماليزيا بتنسيقه الأصلي في المملكة المتحدة على قناة TV3 ليحل محل Art Attack .
- 11 ديسمبر - ذكرت صحيفة The Times أن محاولة IFE لشراء TVS قد تم حظرها لأسباب فنية من قبل Julian Tregar وسط مخاوف من أن العرض منخفض للغاية.[49]
- 17 كانون الأول (ديسمبر) - قبل فقدان امتيازها، يتم بث الإصدار الأخير من سلسلة الأحداث الجارية التي أنتجها تلفزيون التايمز هذا الأسبوع .
- 20 ديسمبر - عرضت قصص أطفال بياتريكس بوتر في سلسلة رسوم متحركة بعنوان عالم بيتر أرنب وأصدقائه .
- 23 ديسمبر -
  - تنتج قناة Thames Television نسختها النهائية الكاملة من Thames News .
  - تبث قناة ITV فيلم عام 1988 باستر ، بطولة فيل كولينز في دور سارق القطار العظيم باستر إدواردز .
- 25 ديسمبر -
  - تشمل الأحداث البارزة في يوم عيد الميلاد على BBC1 العرض الأول لشبكة تلفزيون إنديانا جونز والحملة الصليبية الأخيرة وشيرلي فالنتين .[50]
  - يتضمن جدول عيد الميلاد على قناة BBC2 أبرز أحداث حفل تحية فريدي ميركوري الذي أقيم في أبريل.[51]
- 26 ديسمبر - BBC1 تبث العرض الأول لشبكة التلفزيون عندما التقى هاري سالي .[52]
- 27 ديسمبر - ظهرت جوان هيكسون أخيرًا في دور الآنسة ماربل في مسلسل BBC1 التلفزيوني، مع تكيف طويل مع The Mirror Crack'd من جانب إلى آخر .[53]
- 28 ديسمبر -
  - كجزء من أمسية مخصصة للمذيع (المنافس) Granada Television ، يبث BBC2 أول إصدار جديد من تحدي الجامعة منذ خمس سنوات.[54] يعود البرنامج لسلسلة كاملة بعد عامين، قدمها جيريمي باكسمان .[55]
  - تبث قناة ITV الحلقة الألف من برنامج Home and Away .
- 29 ديسمبر - تبث قناة BBC1 أول شبكة تلفزيونية تظهر فيلم Dian Fossey Biopic Gorillas in the Mist .[56]
- 30 ديسمبر - BBC2 airs Unplugged - Eric Claptin ، حيث يعزف Eric Clapton نسخًا صوتية لبعض مساراته.[57]
- 31 ديسمبر -
  - بعد فقدان امتياز البث، توقف Thames Television عن البث بعد 24 عامًا. التلفزيون الجنوبية، التلفزيون الجنوبية الغربية، الإفطار التلفزيون محطة التلفزيون صباحا وITV والقناة 4 السوفت وير خدمة ORACLE أيضا تنفجر الهواء بعد خسارة امتيازاتها.
  - يتم عرض بطاقة اختبار القناة الرابعة ETP-1 للمرة الأخيرة.
  - توقف Sky عن البث عبر القمر الصناعي Marco Polo .
- ديسمبر - رفض مركز التجارة الدولية عرض Channel 5 Holdings Ltd لتشغيل القناة التلفزيونية الخامسة في المملكة المتحدة وسط مخاوف بشأن خطة أعمالها والتزام المستثمر بالمشروع.[11]

### مجهول
- تم تعيين جون بيرت خلفًا للسير مايكل تشيكيلاند في منصب المدير العام لهيئة الإذاعة البريطانية .
- يخلف السير مايكل بيشوب السير ريتشارد أتنبورو كرئيس للقناة 4.[58]

## لأول مرة

### بي بي سي الأولى
- 3 يناير - Love Hurts (1992-1994)
- 4 يناير - مون وابنه (1992)
- 6 يناير - وداعا Cruel World (1992)
- 7 يناير - جوشوا جونز (1992)
- 8 يناير - فيدلي فودل بيرد (1992)
- 10 يناير -
  - جريس وفافور (1992-1993)
  - حظيرة 17 (1992-1994)
- 12 كانون الثاني (يناير) - مع مرور الوقت (1992-2005)
- 15 يناير - بوكي أوهير وحروب الضفدع (1991)
- 26 يناير - حان وقت الرقص (1992)
- 18 فبراير - جولات (1992-1993)
- 19 فبراير - الفتى المحتمل (1992)
- 23 فبراير - So Haunt Me (1992-1994)
- 24 فبراير - التوت (1992-1993)
- 27 فبراير - Us Girls (1992-1993)
- 15 مارس - صراخ (1992)
- 16 مارس - الشياطين القدامى (1992)
- 31 مارس - ريسنيك (1992)
- 7 أبريل - The Pirates of Dark Water (1991-1993)
- 19 أبريل -
  - الأغاني المفضلة (1990-1992)
  - قصص مذهلة لستيفن سبيلبرغ (1985-1987)
- 25 أبريل - موازي 9 (1992-1994)
- 26 أبريل - لا تخبر الأب (1992)
- 27 أبريل - جنبًا إلى جنب (1992-1993)
- 3 مايو - ستراثبلير (1992-1993)
- 10 مايو - ألغاز باربرا فاين (1992-1993)
- 15 مايو - الجمعة في ذهني (1992)
- 16 مايو - آلام النمو (1992-1993)
- 31 مايو - أكاذيب طبيعية (1992)
- 25 حزيران - 999 (1992-2003)
- 6 يوليو - إلدورادو (1992-1993)
- 23 يوليو - ليلة الصياد الأحمر (1989)
- 24 يوليو - القتل الافتراضي (1992)
- 4 سبتمبر - بين السطور (1992-1994)
- 14 سبتمبر - بيتر بان والقراصنة (1990-1991)
- 17 سبتمبر -
  - مغامرات نودي توي لاند (1992-1999)
  - حكايات Puppydog (1992)
- 18 سبتمبر -
  - كريستوفر كروكودايل (1992)
  - السناجب يذهبون إلى الأفلام (1990)
- 22 سبتمبر - سيفيس (1992)
- 26 سبتمبر - واجه المخاطر (1992-1996)
- 29 سبتمبر -
  - سبيس فيتس (1992-1994)
  - Funnybones (1992)
- 12 أكتوبر - صباح الخير مع آن ونيك (1992-1996)
- 21 أكتوبر - القطب إلى القطب (1992)
- 26 أكتوبر - نعود (1992-1993)
- 1 نوفمبر - Tell Tale Hearts (1992)
- 19 نوفمبر - جالس بريتي (1992-1993)
- 22 نوفمبر - انظر إليها بهذه الطريقة (1992)
- 20 ديسمبر - عالم بيتر أرنب وأصدقائه (1992-1995)
- 25 ديسمبر - جونيبر جانغل (1992-1993)

### بي بي سي الثانية
- 6 يناير - The Pall Bearer's Revue (1992)
- 14 فبراير - السحر (1992)
- 17 فبراير - Underbelly (1992)
- 22 أبريل - حملة السيد ويكفيلد الصليبية (1992)
- 11 يونيو - صندوق باندورا (1992)
- 23 سبتمبر - Ghostwriter (1992-1995)
- 7 أكتوبر - وسط مدينة لاغوس (1992)
- 8 تشرين الأول (أكتوبر) - لاحقًا ... مع Jools Holland (1992 إلى الوقت الحاضر)
- 28 أكتوبر - الوكيل السري (1992)
- 8 نوفمبر - المقترضون (1992)
- 12 تشرين الثاني (نوفمبر) - رائع للغاية (1992-1996 ، 2001-2004، 2011-2012)
- 18 نوفمبر - نيس تاون (1992)
- 7 ديسمبر - مطاردة غير طبيعية (1992)

### آي تي في
- 3 يناير - The Good Guys (1992-1993)
- 10 يناير - سائقو الشاحنات (1992)
- 25 يناير - استنساخ جوانا ماي (1992)
- 9 فبراير - ميجريت (1992-1993)
- 16 فبراير - شبكة أولد بوي (1992)
- 18 فبراير -
  - الرجال يتصرفون بشكل سيء (1992-1998)
  - نحن فقط (1992-1994)
- 22 فبراير - عرض بريان كونلي (1992-2002)
- 28 فبراير - النمو الغني (1992)
- 9 مارس - Junglies (1992-1993)
- 10 مارس - غير عادي (1992-1993)
- 10 أبريل - Heartbeat (1992-2010)
- 19 أبريل - سر الدب الأبيض (1992)
- 24 أبريل - رجل الزنجبيل (1992)
  - صديقي والتر (1992)
- 25 أبريل - غيمي 5 (1992-1994)
- 8 مايو - وايلدرنس إيدج (1992)
- 12 مايو - المواقف الأنجلو سكسونية (1992)
- 17 مايو - الجذر في أوروبا (1992)
- 8 يونيو - المذنب (1992)
- 16 يونيو - Firm Friends (1992)
- 26 يوليو - تلفزيون الاسكواش (1992)
- 30 يوليو - أنا وأنت وهو (1992)
- 31 أغسطس - كوفينجتون كروس (1992)
- 5 سبتمبر - ما الأمر دكتور؟ (1992-1995)
- 11 سبتمبر - مزرعة آسترو (1992-1996)
- 1 أكتوبر - GP (1989-1996)
- 10 تشرين الأول (أكتوبر) - المصارعون (1992 - 2000 ، 2008 - 2009)
- 29 أكتوبر - تأثير سيء! (1992-1996)
- 9 نوفمبر - حياة هنري برات وأوقاته (1992)
- 13 نوفمبر - ذهب إلى البذور (1992)
- 16 نوفمبر - بريل (1992-1996)
- 20 نوفمبر - في سرير مع Medinner (1992-1999)
- 27 نوفمبر - مؤطر (1992)
- 6 ديسمبر - لمسة من الصقيع (1992-2010)
- 7 ديسمبر - التسمم بلاكهيث (1992)
- 24-25 ديسمبر - عيد ميلاد سعيد، السيد بين (1992)
- غير معروف - دوغ (1991-1994)

### القناة 4
- 7 يناير - GamesMaster (1992-1998)
- 18 يناير - ليتل روزي (1990)
- 8 فبراير - تلفزيون الجنة (1992)
- 16 فبراير - التعرض الشمالي (1990-1995)
- 5 مارس -
  - حديقة الكاموميل (1992)
  - الكبير (1992)
- 15 مارس - بوجوال (1989-1991)
- 15 أبريل - عرض شون (1992-1993)
- 17 أبريل - جنية الأسنان، أين أنت؟ (1991)
- 10 يونيو - السماء الزرقاء (1992)
- 4 يوليو - ProStars (1991)
- 6 سبتمبر - كرة القدم إيطاليا (1992-2002 القناة الرابعة، 2002-2005 البريطانية يوروسبورت، 2005-2006 برافو، 2007-2008 خمسة)
- 11 سبتمبر - تيري وجوليان (1992)
- 28 سبتمبر - الإفطار الكبير (1992-2002)
- 3 أكتوبر - ساندوكان (1992)
- 19 نوفمبر - الكتائب الكبيرة (1992)

### سكاي وان
- 4 مارس - الفرص (1991-1992)
- 9 مارس - ترصيع (1991-1993)
- 5 أبريل - شارع إي (1989-1993)
- 8 مايو - The Flash (1990-1991 ، 2014 إلى الوقت الحاضر)
- 3 أكتوبر - الفرسان والمحاربون (1992-1993)
- 6 أكتوبر -
  - خطاب (1991)
  - أي شيء عدا الحب (1989-1992)
  - حريق جبرائيل (1990-1991)
- 21 تشرين الأول (أكتوبر) - ميلروز بليس (1992-1999 ، 2009-2010)
- مجهول -
  - العرض الأحمر الأخضر (1991-2006)
  - ساينفيلد (1989-1998)

### سكاي سبورتس
- 15 أغسطس - السبت الرياضي (1992-1998)
- 16 أغسطس - الأحد الكبير (1992 حتى الآن)
- 17 أغسطس - ليلة الاثنين لكرة القدم (1992-2007 ، 2010 حتى الآن)

### إم تي في أوروبا
- 14 أبريل - أكثر المطلوبين على قناة MTV (1992-1995)

## القنوات

### قنوات جديدة
| تاريخ    | قناة                     |
| -------- | ------------------------ |
| 13 يناير | القناة البرلمانية        |
| 31 يناير | قناة الكبار              |
| 9 مارس   | قناة التعلم              |
| 25 أبريل | الصندوق                  |
| يمكن     | تلفزيون سلكي             |
| 1 أكتوبر | سكاي موفيز جولد          |
| أكتوبر   | CMT أوروبا               |
| 1 نوفمبر | الذهب في المملكة المتحدة |

### القنوات البائدة
| تاريخ     | قناة           |
| --------- | -------------- |
| 30 سبتمبر | قناة الكوميديا |
| 31 ديسمبر | سكاي ارتس      |

## برامج تلفزيونية

### تغييرات الانتماء إلى الشبكة
| عروض          | انتقل من | انتقل الى    |
| ------------- | -------- | ------------ |
| الدوار السحري | BBC1     | القناة 4     |
| بادينغتون     | BBC1     | القناة 4     |
| الأرحام       | BBC1     | القناة 4     |
| الأعشاب       | BBC1     | القناة 4     |
| تحدي الجامعة  | ITV      | BBC2         |
| ستينغراي      | ITV      | BBC2         |
| دريمستون      | ITV      | قناة الأطفال |

### العودة ذاك العام بعد انقطاع لمدة عام أو أكثر
- اختر ما تريد (1955-1968، 1992-1998)
- شعب الغد (1973-1979، 1992-1995)

## البرامج التلفزيونية المستمرة

### عشرينيات القرن الماضي
- بي بي سي ويمبلدون (1927-1939، 1946-2019، 2021 حتى الآن)

### الثلاثينيات
- سباق القوارب (1938-1939، 1946-2019)
- بي بي سي للكريكيت (1939، 1946-1999، 2020-2024)

### الأربعينيات
- تعال للرقص (1949-1998)

### الخمسينيات
- بانوراما (1953 حتى الآن)
- ماذا تقول الأوراق (1956-2008)
- السماء في الليل (1957 إلى الوقت الحاضر)
- بلو بيتر (1958 إلى الوقت الحاضر)
- المدرج (1958-2007)

### الستينيات
- شارع التتويج (1960 إلى الوقت الحاضر)
- أغاني التسبيح (1961 - حتى الآن)
- العالم في العمل (1963-1998)
- توب أوف ذا بوبس (1964-2006)
- مباراة اليوم (1964 حتى الآن)
- السيد والسيدة (1964-1999)
- جاكانوري (1965-1996، 2006)
- سبورتس نايت (1965-1997)
- اتصل بي بلاف (1965-2005)
- برنامج المال (1966-2010)

### السبعينيات
- إميرديل (1972 حتى الآن)
- نيوزراوند (1972 حتى الآن)
- آخر نبيذ الصيف (1973-2010)
- هكذا الحياة! (1973-1994)
- أتمنى لو كنت هنا...؟ (1974-2003)
- أرينا (1975 إلى الوقت الحاضر)
- جيم سوف يصلحه (1975-1994)
- رجل واحد وكلبه (1976 إلى الوقت الحاضر)
- جرانج هيل (1978-2008)
- عرض بول دانيلز السحري (1979-1994)
- عرض التحف (1979 إلى الوقت الحاضر)
- وقت السؤال (1979 إلى الوقت الحاضر)

### 1980s
- الأطفال المحتاجون (1980 إلى الوقت الحاضر)
- فأر الخطر (1981-1992، 2015 إلى الوقت الحاضر)
- Timewatch (1982 إلى الوقت الحاضر)
- بروكسايد (1982-2003)
- العد التنازلي (1982 إلى الوقت الحاضر)
- حق الرد (1982-2001)
- الثلاثاء الأول (1983-1993)
- الطريق السريع (1983-1993)
- الافلام (1983-1993، 1994-1995، 1997، 2000-01، 2012)
- صورة البصق (1984-1996)
- مشروع القانون (1984-2010)
- سباق القناة الرابعة (1984-2016)
- Thomas the Tank Engine & Friends (1984 إلى الوقت الحاضر)
- عطلة بوسمان (1985-1993)
- إيست إندرس (1985 إلى الوقت الحاضر)
- تقرير كوك (1985-1998)
- Crosswits (1985-1998)
- الشاشة الثانية (1985-1998)
- مدمنو Telly (1985-1998)
- الإغاثة المصورة (1985 إلى الوقت الحاضر)
- ScreenPlay (1986-1993)
- Beadle's About (1986-1996)
- عرض الرسم البياني (1986-1998، 2008-2009)
- ضحية (1986 إلى الوقت الحاضر)
- كل ثانية مهمة (1986-1993)
- لوفجوي (1986-1994)
- دمى راغي (1986-1994)
- كلورتس (1987-1995)
- بدء البث المباشر! (1987-1993)
- مشاهدة (1987-1993)
- الذهاب للذهب (1987-1996، 2008-2009)
- الزمان والمكان (1987-1996)
- رسائل متسلسلة (1987-1997)
- ChuckleVision (1987-2009)
- الكونت دوكولا (1988-1993)
- أنت رانج يا سيد؟ (1988-1993)
- تتحدى! (1988-1997)
- أيام اللعب (1988-1997)
- حرق لندن (1988-2002)
- على السجل (1988-2002)
- خمسة عشر إلى واحد (1988-2003، 2013 حتى الآن)
- هذا الصباح (1988 إلى الوقت الحاضر)
- بيت المرح (1989-1999)
- إطلاقا (1989-1993)
- KYTV (1989-1993)
- Press Gang (1989-1993)
- الطيور على أشكالها (1989-1998، 2014 إلى الوقت الحاضر)
- قليلا من فراي ولوري (1989-1995)
- ديزموند (1989-1994)
- بودجر وبادجر (1989-1999)

### التسعينيات
- مسألة 64000 دولار (1990-1993)
- العائلات (1990-1993)
- جيفيز ووستر (1990-1993)
- في انتظار الله (1990-1994)
- السيد بين (1990-1995)
- المتاهة الكريستالية (1990-1995، 2016 حتى الآن)
- مواكبة المظاهر (1990-1995)
- الانقلاب (1990-1996)
- اليد العليا (1990-1996)
- أسقط الحمار الميت (1990-1998)
- النجوم في عيونهم (1990-2006)
- دريمستون (1990-1995)
- روزي وجيم (1990-2000)
- استراحة كبيرة (1991-2002)
- 2point4 الأطفال (1991-1999)
- دارلينج براعم مايو (1991-1993)
- منفق (1991-1993)
- منزل إليوت (1991-1994)
- إمبراطورية بريتاس (1991-1997)
- القاع (1991-1995)
- جندي جندي (1991-1997)
- حزب نويل هاوس (1991-1999)
- بطة داركوينج (1991-1992)
- ليتل دراكولا (1991-1999)
- أين والي؟: سلسلة الرسوم المتحركة (1991)

## إنتهت في عام 1992
- 2 يناير - كاروت المعلب (1990-1992)
- 4 يناير - بعد هنري (1988-1992)
- 10 شباط (فبراير) - لا وظيفة لسيدة (1990-1992)
- 19 فبراير
  - فان دير فالك (1972-1973، 1977، 1991-1992 ، 2020)
  - الكباريه السري (1990-1992)
- 26 فبراير - All Clued Up (1987-1992)
- 2 مارس - إدارة البحث الجنائي (1990-1992)
- 6 مارس - قوس قزح (1972-1992 ، 1994-1997)
- 19 مارس - Danger Mouse (1981-1992 ، 2015 إلى الوقت الحاضر)
- 31 مارس - جوشوا جونز (1992)
- 1 أبريل - فيدلي فودل بيرد (1992)
- 3 أبريل
  - في المرض والصحة (1985-1992)
  - سائقي الشاحنات (1992)
- 4 أبريل - موتورماوث (1988-1992)
- 6 أبريل - تجربة ماري وايتهاوس (1990-1992)
- 10 أبريل - سباتز (1990-1992)
- 14 أبريل - DuckTales (1987-1990)
- 26 أبريل - المباراة الكبيرة (1968-1992)
- 10 مايو - ملفات Piglet (1990-1992)
- 3 يوليو - ووغان (1982-1992)
- 1 سبتمبر - شيلي (1979-1984، 1988-1992)
- 6 سبتمبر - ممارسة غريبة جدًا (1986-1992)
- 25 سبتمبر
  - القناة الرابعة اليومية (1989-1992)
  - الأعمال اليومية (1987-1992)
- 28 سبتمبر - Playbox (1987-1992)
- 16 أكتوبر - تيري وجوليان (1992)
- 17 نوفمبر - T-Bag (1985-1992)
- 30 نوفمبر - The Sooty Show (1955-1992)
- 1 ديسمبر - بون (1986-1992 ، 1995)
- 3 ديسمبر - رامبول أوف بيلي (1975-1992)
- 5 كانون الأول (ديسمبر) - The Hit Man and Her (1988-1992)
- 11 ديسمبر - كريستوفر كروكودايل (1992)
- 16 ديسمبر - فخر العائلة (1991-1992)
- 17 ديسمبر - هذا الأسبوع (1956-1978، 1986-1992)
- 18 ديسمبر
  - حكايات Puppydog (1992)
  - الشرطة 5 (1962-1992 ، 2014)
- 23 ديسمبر
  - حافلة ديسكو دوبي داك (1989-1992)
  - واط على الأرض (1991-1992)
- 30 ديسمبر - Allo Allo! (1982-1992)
- 31 ديسمبر
  - Good Morning Britain (1983-1992 ، 2014 حتى الآن)
  - وايد ويك كلوب (1984-1992)
  - بارك أفينيو (1988-1992)
- حتى بومبي! (1969-1975، 1991-1992)
- جيمس القط (1984-1992 ، 1998-2003)
- بيجستي (1990-1992)
- ويل أوف ذا بانشي (1992)

## المواليد
- 14 فبراير - فريدي هايمور، ممثل
- 17 مارس - إليزا بينيت، ممثلة ومغنية
- 14 مايو - لايا لويس، ممثلة
- 4 يونيو - بروك فنسنت، ممثلة
- 31 أغسطس - هولي إيرل، ممثلة
- 2 نوفمبر - نعومي آكي، ممثلة
- 3 ديسمبر - جوزيف مكمانرز، ممثل
- 17 ديسمبر - توماس لو، ممثل
- 24 ديسمبر - ميليسا سوفيلد، ممثلة

## حالات الوفاة
| تاريخ     | اسم            | عمر | مصداقية سينمائية |
| --------- | -------------- | --- | --- |
| 18 أبريل  | HV كيرشو       | 74  | كاتب السيناريو (شارع التتويج)                                                                                           |
| 19 أبريل  | فرانكي هوورد   | 75  | الممثل الكوميدي والممثل (كان ذلك الأسبوع الذي كان وما فوق بومبي!)                                                       |
| 20 أبريل  | بيني هيل       | 68  | ممثل كوميدي (عرض بيني هيل)                                                                                              |
| 19 مايو   | جيمس بات       | 47  | ممثل (نقيب ، غنائم الحرب)                                                                                               |
| 3 يونيو   | روبرت مورلي    | 84  | ممثل (هؤلاء الرجال الرائعون في آلاتهم الطائرة ، من الذي يقتل عظماء الطهاة في أوروبا؟ إعلانات الخطوط الجوية البريطانية). |
| 5 يونيو   | لورانس نايسميث | 83  | ممثل (المقنعون!) |
| 29 أغسطس  | تيدي تيرنر     | 75  | ممثل (Never the Twain ، Emmerdale)                                                                                      |
| 2 سبتمبر  | جوني مورتيمر   | 61  | كاتب السيناريو (Man About the House ، George &amp; Mildred ، Robin's Nest ، Never the Twain)                            |
| 11 ديسمبر | مايكل روبينز   | 62  | ممثل (في الحافلات) |